# متلازمة نانس هوران
متلازمة نانس هوران هي متلازمة نادرة محمولة على كروموسوم إكس بصورة سائدة لتسبب إعتام عدسة العين الوراثي مما يؤدي إلى فقد نظر عميق وصفات تشوهية مميزة ومشاكل في الأسنان. وصغر القرنية وصغر ملتحمة العين وتخلف عقلي متوسط. يعاني الإناث الثنائيين (الأب والأم حاملين للجين) من الأعراض بصورة مماثلة ولكن بصورة أقل شدة من الذكور المصابين.

## السمات السريرية
مشاكل الأسنان:
- أسنان صغيرة في الذكور
- قواطع مدببة (على شكل مخروطي والتي تسمى أحيانا بأسنان هاتشينسون)
- القواطع لها حواف غير منتظمة
- الأنياب: كبيرة وقد تكون على شكل قبة أو على شكل برعم
- الضواحك والأضراس: صغيرة مستديرة كروية وقد تكون متعددة (شكل البرميل أو شكل زهرة اللوتس)
- فصل الأسنان عن بعضها
- تصبغ المينا
- عدم تكون الأسنان
- شذوذ في غرفة العصب

ملامح الوجه:
- صيوان معكوس
- الوجه الطويل
- بروز جسر الأنف والأنف

ملامح العينين:
- عتامة الثنائية الخلقية النووية  (100%)
- الغمش الشديد
- الرأرأة (93%)
- الحول (43%)
- صغر القرنية (96%)
- الماء الأزرق الوراثي
- صغر ملتحمة العين

هذه يؤدي إلى ضعف البصر الشديد في الذكور المصابين.
أخرى:
- مشط اليد الرابع قد يكون قصيرا

30% من المرضى لديهم أيضا بعض الدرجة من القصور الفكري: 80% منهم مصابين بصورة متوسطة بينما 20% يعانون من تأخر في التطور ومشاكل في التصرف
الإناث الحاملة للمرض تعاني بصورة أقل من أعراض المرض. الأعراض العينية موجودة في 90% من حالات الإناث الثنائية. بصورة أقل تظهر مشاكل الأسنان وملامح الوجه أيضا.

## علم الوراثة
هذه المتلازمة بسبب طفرات في جين نانس هوران (NHS) الذي يقع على الذراع القصير من كروموسوم إكس (Xp22.13) .

## العلاج
لا يوجد أي علاج معروف لهذه المتلازمة. عادة ما يحتاج المرضى إلى جراحة العيون وقد يحتاجون أيضا إلى جراحة الأسنان
يوصى بالاستشارة الوراثية وفحص أقارب الأم.

## تاريخيا
تم وصف هذه المتلازمة لأول مرة من قبل مارغريت ب. هوران ووالتر إلمور نانس في عام 1974.